# 屏東紅尾棒球隊
屏東紅尾棒球隊為台灣業餘棒球隊，2021年由屏東縣政府成立。現任總教練為李祖岑。

## 歷史
2020年12月，屏東縣政府發布公告，甄選教練及球員。經面試後，錄取余進德擔任隊史首位總教練，打擊教練為黃龍義，投手教練則為蕭任汶。
2021年起，開始參與各項成棒甲組賽事。

## 外部連結
- 屏東紅尾棒球隊在台灣棒球維基館上的頁面（繁體中文）
- 屏東紅尾棒球隊